# Кравцово
Кравцо́во (каз. Кравцово) — село у складі Федоровського району Костанайської області Казахстану. Входить до складу Пішковського сільського округу.
Населення — 265 осіб (2021; 280 у 2009, 387 у 1999, 404 у 1989).